# Professional Play-offs 1988
Die Professional Play-offs 1988 waren ein Qualifikationsturnier für die Snooker-Saison 1988/89. Sie wurden vom 22. bis zum 27. März in der Guild Hall von Preston in England ausgetragen. Dabei trafen sieben Profispieler auf sieben Amateure, wobei sich die Amateure im Falle eines Sieges für die kommende Main-Tour-Saison qualifizierten. Das höchste Break des Turnieres und zugleich einzige Century Break spielte der Profispieler Robert Marshall mit einem 106er-Break.

## Spiele
Insgesamt nahmen sieben Profis und sieben Amateure am Turnier teil, wobei immer jeweils ein Profi auf einen Amateur traf. Alle Spiele wurden im Modus Best of 19 Frames gespielt.

### Derek Mienie vs. Tony Wilson
Der Südafrikaner Derek Mienie war seit 1978 Profispieler und hatte ein Jahr später den South African Professional Championship gewonnen. Auf der Weltrangliste belegte er Rang 114. Er traf auf den von der Isle of Man stammenden Tony Wilson, der 1986 das erste Event der WPBSA Pro Ticket Series gewonnen hatte.
Den Anfang des Matches dominierte Tony Wilson, er ging mit schnell mit 2:0 in Führung. Doch Mienie schaffte die Wende und ging nach einem Ausgleich mit 2:5 in Führung. Nun war es aber der 1964 geborene Wilson, der das Spiel zu seinen Gunsten drehte und mit 6:5 in Führung ging. Mienie glich sofort aus, was er auch nach einer erneuten Führung von Wilson wiederholte. Beim Stande von 7:7 konnte sich Wilson dann aber loslösen und mit 9:7 in Führung gehen. Mienie kam noch auf 9:8 heran, doch Wilson gewann mit 60:46 den 18. Frame des Spieles und damit das Match.
| Finale: Best of 19 Frames Guild Hall, Preston, England,                                                                              |                |             |
| Derek Mienie | 8:10           | Tony Wilson |
| 27:76, 29:91, 68:30, 108:8 (93), 67:56, 84:44, 58:49, 36:68, 36:83 (54), 15:91, 15:68, 8:7, 39:86, 67:11, 25:57, 25:72, 66:38, 46:60 |                |             |
| 93 | Höchstes Break | 54          |
| – | Century-Breaks | –           |
| 1 | 50+-Breaks     | 1           |

### Maurice Parkin vs. Nick Terry
Der Engländer Maurice Parkin hatte 1955 die Englische Amateurmeisterschaft gewonnen und wurde 1971 Profispieler. Doch bis zum Jahr 1988 hatte Parkin nur zwei Spiele gewonnen, das letzte im Jahr 1978. Auf der Weltrangliste belegte er Platz 122, womit er der siebentschlechteste Spieler war. Er traf auf seinen Landsmann Nick Terry, der 1986 und 1987 jeweils ein Event der WPBSA Pro Ticket Series gewonnen hatte.
Nach einem verhaltenen Spielstart mit drei Ausgleichen von Parkin konnte Terry beim Stand von 3:3 drei Frames in Folge zur 3:6-Führung gewinnen. Parkin konnte auf 4:6 verkürzen, ehe Terry die Führung auf 4:8 vergrößerte. Sein Gegner kam noch auf 5:8 heran, ehe Terry mit 12:79 und 1:74 die letzten beiden Frames zum Matchgewinn gewann.
| Finale: Best of 19 Frames Guild Hall, Preston, England,                                                   |                |            |
| Maurice Parkin                                                                                            | 5:10           | Nick Terry |
| 46:67, 61:54, 43:57, 55:24, 43:49, 62:60, 4:62 (60), 9:91, 34:59, 80:31, 22:51, 12:70, 59:26, 12:79, 1:74 |                |            |
| – | Höchstes Break | 60         |
| – | Century-Breaks | –          |
| – | 50+-Breaks     | 1          |

### David Greaves vs. Mick Price

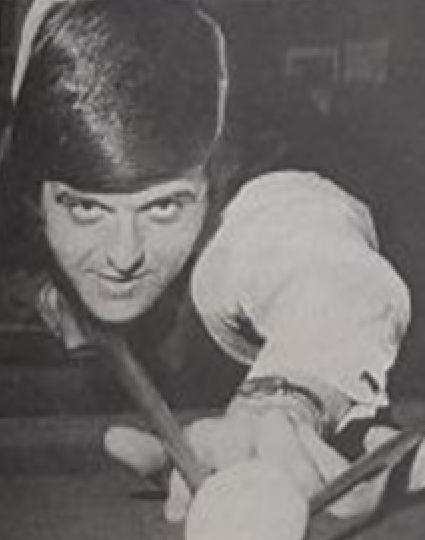
David Greaves im Jahr 1971

Der Engländer David Greaves war seit 1972 Profi und hatte es 1981 in die Hauptrunde der Snookerweltmeisterschaft geschafft. Der 1946 geborene Greaves belegte zum Zeitpunkt des Spiels Weltranglistenplatz 117. Er traf auf seinen Landsmann Mick Price, der 1986 bei zwei Turnieren der WPBSA Pro Ticket Series im Viertelfinale gescheitert war.
David Greaves erwischte den besseren Start ins Spiel und ging mit 1:0 und nach einem Ausgleich von Price mit 3:1 in Führung. Doch Price schaffte die Wende: Er gleich erst aus und ging dann mit 7:3 in Führung – auch dank eines 88er-Break, eines 73er-Breaks und eines 70er-Breaks. Sein Gegner konnte noch auf 4:7 herankommen, doch Price gewann die letzten drei nötigen Frames, um mit 4:10 das Match zu gewinnen.
| Finale: Best of 19 Frames Guild Hall, Preston, England,                                                        |                |            |
| David Greaves                                                                                                  | 4:10           | Mick Price |
| 74:39, 35:62, 71:29, 66:38, 34:85, 0:92, 57:70 (70), 17:100 (88), 16:72, 35:78 (73), 57:34, 7:59, 52:73, 10:64 |                |            |
| 88 | Höchstes Break | –          |
| – | Century-Breaks | –          |
| 3 | 50+-Breaks     | –          |

### Robert Marshall vs. Darren Clarke
Der Engländer Robert Marshall war selbst erst seit der vorherigen Saison Profispieler. Zum Zeitpunkt des Spieles noch ohne Weltranglistenposition, sollte er für die kommende Saison Position 119 belegen. Er traf auf Darren Clarke, der 1986 im Viertel- und Halbfinale der WPBSA Pro Ticket Series gescheitert war.
Marshall dominierte das Match von Anfang an: Mit Hilfe eines 106er-Breaks – dem einzigen Century-Break des Turnieres – ging er mit 7:0 in Führung, ehe Clarke seinen ersten Frame gewinnen konnte. Marshall stellte den vorherigen Abstand wieder her, ehe Clarke immerhin auf 8:3 an ihn herankam. Nach einem Framegewinn seitens Marshall konnte Clarke zwei weitere Frames zum 9:5 gewinnen, doch Marshall rettete sich mit einem 50:42 im letzten Frame über die Ziellinie und gewann mit 10:5 das Match.
| Finale: Best of 19 Frames Guild Hall, Preston, England,                                                                                    |                |               |
| Robert Marshall | 10:5           | Darren Clarke |
| 59:49, 73:37, 102:2 (57), 106:2 (106), 64:62, 64:62 (55), 67:44, 14:84 (59), 91:26 (76) 16:86, 21:96 (66), 71:31, 24:86 (58), 40:61, 50:42 |                |               |
| 206 | Höchstes Break | 66            |
| 1 | Century-Breaks | –             |
| 4 | 50+-Breaks     | 3             |

### Clive Everton vs. Ian Graham
Der 1937 geborene Waliser Clive Everton war seit 1981 Profi und hatte es vier Mal ins Viertelfinale des Welsh Professional Championship geschafft. Platziert auf Rang 112 der Weltrangliste, traf er auf den 21 Jahre alten Engländer Ian Graham, der 1986 im Viertelfinale der WPBSA Pro Ticket Series stand.
Mit 67:60 gewann der Waliser den ersten Frame, doch Graham konnte dank eines 50er-Breaks sofort ausgleichen. Das Spiel verlief nun sehr eintönig: Graham gewann die nächsten neun Frames – teilweise mit 83 Punkten oder nur drei Punkten Vorsprung. Am Ende siegte er dementsprechend mit 1:10.
| Finale: Best of 19 Frames Guild Hall, Preston, England,                                |                |            |
| Clive Everton                                                                          | 1:10           | Ian Graham |
| 67:60, 12:73 (50), 6:59, 7:76, 43:61, 50:53, 5:83 (67), 6:89 (64), 41:62, 21:71, 21:83 |                |            |
| 67                                                                                     | Höchstes Break | –          |
| –                                                                                      | Century-Breaks | –          |
| 3                                                                                      | 50+-Breaks     | –          |

### Derek Heaton vs. Craig Edwards
Im vierten und letzten rein englischen Duell traf Derek Heaton auf Craig Edwards. Der 1948 geborene Heaton war wie Robert Marshall erst seit einer Saison Profi und sollte in der kommenden Saison Weltranglistenplatz 123 belegen. Sein 1968 geborener Gegner stand 1986 im Finale eines Events der WPBSA Pro Ticket Series, was er aber gegen Tony Wilson verloren hatte.
Derek Heaton erwischte den deutlich besseren Start und ging mit 4:0 und 6:1 in Führung. Nachdem Craig Edwards auf 6:3 verkürzt hatte, baute Heaton seine Führung auf 7:3 aus. Dies wiederholte er kurz danach, als Edwards auf 7:4 verkürzt hatte. Doch beim Stande von 8:4 schaffte Edwards die Wende: Auch dank eines 78er- und eines 81er-Breaks konnte Edwards vier Frames in Folge zum 8:8-Ausgleich gewinnen. Heaton schaffte es, mit den nächsten Frame sich der nötigen zehn Frames auf einen zu nähern, doch Edwards schaffte es mit einem 63:65-Sieg im 18. Frame in den Decider. Diesen gewann Edwards mit 20:75 relativ deutlich und damit das Match mit 9:10.
| Finale: Best of 19 Frames Guild Hall, Preston, England,                                                                                            |                |               |
| Derek Heaton | 9:10           | Craig Edwards |
| 68:35, 49:35, 78:71, 67:39, 61:66, 69:35, 64:36, 19:71, 38:85, 73:42, 4:109 (54), 59:54, 27:65, 6:110 (78), 0:79, 30:100 (81), 66:25, 63:65, 20:75 |                |               |
| 81 | Höchstes Break | –             |
| – | Century-Breaks | –             |
| 3 | 50+-Breaks     | –             |

### Paul Thornley vs. Steve Campbell
Der Kanadier Paul Thornley war seit 1979 Profispieler und belegte zum Zeitpunkt des Matches Weltranglistenplatz 109. Sein Gegner Steve Campbell aus England hatte 1986 im Finale des dritten Events der WPBSA Pro Ticket Series mit 4:5 gegen Steve Ventham verloren.
Campbell dominierte das gesamte Spiel: Er gewann die ersten sieben Frames des Spiels – hauptsächlich ohne größere Gegenwehr. Der achte Frame ging zwar mit 61:3 an Thornley, doch nachdem Campbell den neunten Frame zur 1:8-Führung gewonnen hatte, gab Thornley auf und die letzten beiden Frames gingen kampflos an Campbell.
| Finale: Best of 19 Frames Guild Hall, Preston, England,                               |                |                |
| Paul Thornley                                                                         | 1:10           | Steve Campbell |
| 20:60, 8:88, 21:69, 49:58, 45:64, 47:69, 20:81, 61:3, 42:51, Aufgabe seitens Thornley |                |                |
| –                                                                                     | Höchstes Break | –              |
| –                                                                                     | Century-Breaks | –              |
| –                                                                                     | 50+-Breaks     | –              |